# August Ahlqvist
August Engelbrekt Ahlqvist (Kuopio, 7 agosto 1826 – Helsinki, 20 novembre 1889) è stato un poeta e filologo finlandese.

## Biografia
Si distinse in particolare come raccoglitore di canti e novelle popolari, studioso del Kalevala e indagatore del finlandese e delle lingue affini.
Ispirandosi a Johan Ludvig Runeberg, Frans Michael Franzén, Esaias Tegnér e Friedrich Schiller, pubblicò quattro volumi di liriche, Scintille, contribuendo allo sviluppo della poesia finlandese attraverso la sperimentazione di metriche di altre lingue. Notevole la sua attività di glottologo attraverso la rivista Kieletär. 

### Opere
- 1860 – Säkenien